# Lidmaňka
Lidmaňka (německy Lidmanka) je malá vesnice, část obce Lidmaň v okrese Pelhřimov. Nachází se asi 2 km na severovýchod od Lidmaně. V roce 2009 zde bylo evidováno 26 adres. V roce 2001 zde trvale žilo 36 obyvatel.
Lidmaňka je také název katastrálního území o rozloze 2,64 km2.